# Luchthaven Djerba-Zarzis
Luchthaven Djerba-Zarzis is een luchthaven in Djerba, Tunesië.